# Koninklijke Voetbalclub Oostende 2007-2008
Questa voce raccoglie le informazioni riguardanti il Koninklijke Voetbalclub Oostende nelle competizioni ufficiali della stagione 2007-2008.

## Stagione
Nella stagione 2007-2008 l'Ostenda ha disputato la Tweede klasse, seconda serie del campionato belga di calcio, terminando la stagione regolare al sedicesimo posto con 42 punti conquistati in 36 giornate, frutto di 11 vittorie, 9 pareggi e 16 sconfitte, riuscendo a mantenere la categoria. Nella Coppa del Belgio l'Ostenda è sceso in campo dal quarto turno, raggiungendo i sedicesdimi di finale dove è stato eliminato dallo Zulte Waregem.

## Rosa
| N. |                         | Ruolo | Calciatore              |
| -- | ----------------------- | ----- | ----------------------- |
| 1  | Belgio (bandiera)       | P     | Ricky Begeyn            |
| 2  | Belgio (bandiera)       | D     | Brian Vandenberghe      |
| 3  | Belgio (bandiera)       | D     | Nick Coppin             |
| 4  | Belgio (bandiera)       | C     | Lars Wallaeys           |
| 5  | Belgio (bandiera)       | D     | Sébastien Stassin       |
| 6  | Belgio (bandiera)       | D     | Jan Masureel            |
| 7  | Belgio (bandiera)       | A     | Yannick Dekeyzer        |
| 8  | Belgio (bandiera)       | A     | Antonio Caramazza       |
| 9  | Francia (bandiera)      | A     | Vincent Ehouman         |
| 10 | Burkina Faso (bandiera) | C     | Bureima Maïga           |
| 12 | Belgio (bandiera)       | C     | Wouter Vandendriessche  |
| 14 | Belgio (bandiera)       | A     | Nick Degroote           |
| 15 | Paesi Bassi (bandiera)  | C     | Robin Muller Van Moppes |

| N. |                                 | Ruolo | Calciatore         |
| -- | ------------------------------- | ----- | ------------------ |
| 16 | Belgio (bandiera)               | C     | Tom Coudeville     |
| 17 | Belgio (bandiera)               | C     | Kevin Pecqueux     |
| 18 | Belgio (bandiera)               | C     | Harald Meyssen     |
| 20 | Belgio (bandiera)               | D     | Laurent Gomez      |
| 21 | Belgio (bandiera)               | P     | Sven Van Ryckeghem |
| 23 | Francia (bandiera)              | C     | Philippe Liard     |
| 24 | Belgio (bandiera)               | C     | Jochen Sucaet      |
|    | Belgio (bandiera)               | P     | Xavier Kerckhove   |
|    | Bosnia ed Erzegovina (bandiera) | C     | Milenko Milošević  |
|    | Belgio (bandiera)               | C     | Tim Pylyser        |
|    | Costa d'Avorio (bandiera)       | A     | Marc-Éric Gueï     |
|    | Costa d'Avorio (bandiera)       | A     | Constant Kaiper    |

## Statistiche

### Statistiche di squadra
| Competizione     | Punti | In casa | In casa | In casa | In casa | In casa | In casa | In trasferta | In trasferta | In trasferta | In trasferta | In trasferta | In trasferta | Totale | Totale | Totale | Totale | Totale | Totale | DR  |
| Competizione     | Punti | G       | V       | N       | P       | Gf      | Gs      | G            | V            | N            | P            | Gf           | Gs           | G      | V      | N      | P      | Gf     | Gs     | DR  |
| ---------------- | ----- | ------- | ------- | ------- | ------- | ------- | ------- | ------------ | ------------ | ------------ | ------------ | ------------ | ------------ | ------ | ------ | ------ | ------ | ------ | ------ | --- |
| Tweede klasse    | 42    | 18      | 8       | 4       | 6       | 27      | 21      | 18           | 3            | 5            | 10           | 17           | 38           | 36     | 11     | 9      | 16     | 44     | 59     | -15 |
| Coppa del Belgio | -     | 2       | 0       | 1       | 1       | 1       | 4       | 1            | 0            | 0            | 1            | 4            | 1            | 3      | 1      | 1      | 1      | 5      | 5      | 0   |
| Totale           | -     | 20      | 8       | 5       | 7       | 31      | 22      | 19           | 4            | 5            | 10           | 21           | 39           | 39     | 12     | 10     | 17     | 49     | 64     | -15 |